# S-300
Pour les articles homonymes, voir PMU (homonymie).
Le S-300 est un système de missiles sol-air (parfois modifiés en missiles sol-sol) mobile multicanal d’origine soviétique qui a connu de nombreuses évolutions depuis son lancement dans les années 1980 et qui a donné lieu à de multiples versions et appellations.
Le S-300P (désigné par l’OTAN SA-10 GRUMBLE) est la version initiale du système S-300 dont le premier déploiement opérationnel remonte à 1980.
Parmi les versions successives, on peut citer le Favorit russe (en russe : C-300ПМУ-2 Фаворит, Code OTAN : SA-20B) de la société Almaz-Antey est un système d'armes dévoilé en août 1997.
Il est destiné à protéger des sites stratégiques ou des unités de forces armées contre des bombardements, lancés au moyen d'avions de combat, de missiles de croisière. Les versions plus récentes sont également adaptées à la lutte contre les missiles balistiques tactiques et d'autres armes aériennes. Le dispositif est prévu pour un fonctionnement complètement automatisé.
Favorit est un développement du système antiaérien S-300 PMU 1 et du système de commande 83M6E, son premier tir d'essai a lieu en 1995.

## Présentation
Le système d'armes se compose de plusieurs éléments, au minimum un ou plusieurs lanceurs également appelés TEL, un radar de conduite de tir, un radar de veille et un poste de commandement.
Le lanceur est généralement installé sur un véhicule à roues 8x8 ou à chenilles et dispose de quatre conteneurs à missiles de forme cylindrique. Le lanceur doit déployer sa rampe de lancement à la verticale avant de pouvoir tirer le missile. Le système radar est déployé sur un camion distinct pour permettre une plus grande discrétion et une meilleure portée de détection. Certaines versions intègrent le radar directement sur les TEL.
L’unité de commandement, responsable de l’authentification de détection et commande du tir, a aussi son propre camion. Le poste de commandement permet de manipuler plusieurs TEL à la fois et certaines versions permettent même d'intégrer d'autres systèmes de défense aériennes comme des 9K37 Bouk-M1-2.
Toutes les variantes du S-300 et ses évolutions (S-400, S-500) utilisent le système de lancement à froid.
Initialement conçu et produit par la société NPO Almaz. La société Antey Concern développera sa version du S-300 avec la série des S-300V qui ont pour vocation à être une défense aérienne à plus courte portée qui pourra accompagner les troupes les plus proches du front. C'est dans cette optique que les S-300V sont installés sur des châssis blindés à chenilles. En 2002 les deux sociétés sont fusionnées pour former le groupe Almaz-Antei ce qui amènera au développement du S-400 et S-500.

## Variantes
|          |          |          |          |            |            |            |            |            |            |          |          |          |          |         |         |              |            |            |            |            |            | S-300 Variantes |        |          |          |          |          |          |          |           |         |         |         |         |         |           |           |           |           |           |           |  |  |        |        |                    |                    |                    |                    |                    |                    |        |        |       |       |       |       |  |  |  |  |  |  |  |  |  |  |  |  |  |  |  |  |  |  |  |  |  |  |  |  |  |  |  |  |  |  |  |  |  |  |
|          |          |          |          |            |            |            |            |            |            |          |          |          |          |         |         |              |            |            |            |            |            |                 |        |          |          |          |          |          |          |           |         |         |         |         |         |           |           |           |           |           |           |  |  |        |        |                    |                    |                    |                    |                    |                    |        |        |       |       |       |       |  |  |  |  |  |  |  |  |  |  |  |  |  |  |  |  |  |  |  |  |  |  |  |  |  |  |  |  |  |  |  |  |  |  |
|          |          |          |          |            |            |            |            |            |            |          |          |          |          |         |         |              |            |            |            |            |            |                 |        |          |          |          |          |          |          |           |         |         |         |         |         |           |           |           |           |           |           |  |  |        |        |                    |                    |                    |                    |                    |                    |        |        |       |       |       |       |  |  |  |  |  |  |  |  |  |  |  |  |  |  |  |  |  |  |  |  |  |  |  |  |  |  |  |  |  |  |  |  |  |  |
|          |          |          |          | S-300V     | S-300V     | S-300V     | S-300V     | S-300V     | S-300V     |          |          |          |          |         |         |              |            |            |            |            |            | S-300P          | S-300P | S-300P   | S-300P   | S-300P   | S-300P   |          |          |           |         |         |         |         |         |           |           |           |           |           |           |  |  |        |        |                    |                    | S-300F             | S-300F             | S-300F             | S-300F             | S-300F | S-300F |       |       |       |       |  |  |  |  |  |  |  |  |  |  |  |  |  |  |  |  |  |  |  |  |  |  |  |  |  |  |  |  |  |  |  |  |  |  |
|          |          |          |          | S-300V     | S-300V     | S-300V     | S-300V     | S-300V     | S-300V     |          |          |          |          |         |         |              |            |            |            |            |            | S-300P          | S-300P | S-300P   | S-300P   | S-300P   | S-300P   |          |          |           |         |         |         |         |         |           |           |           |           |           |           |  |  |        |        |                    |                    | S-300F             | S-300F             | S-300F             | S-300F             | S-300F | S-300F |       |       |       |       |  |  |  |  |  |  |  |  |  |  |  |  |  |  |  |  |  |  |  |  |  |  |  |  |  |  |  |  |  |  |  |  |  |  |
|          |          |          |          |            |            |            |            |            |            |          |          |          |          |         |         |              |            |            |            |            |            |                 |        |          |          |          |          |          |          |           |         |         |         |         |         |           |           |           |           |           |           |  |  |        |        |                    |                    |                    |                    |                    |                    |        |        |       |       |       |       |  |  |  |  |  |  |  |  |  |  |  |  |  |  |  |  |  |  |  |  |  |  |  |  |  |  |  |  |  |  |  |  |  |  |
| S-300V1  | S-300V1  | S-300V1  | S-300V1  | S-300V1    | S-300V1    |            |            | S-300V2    | S-300V2    | S-300V2  | S-300V2  | S-300V2  | S-300V2  |         |         | S-300PT      | S-300PT    | S-300PT    | S-300PT    | S-300PT    | S-300PT    |                 |        |          |          |          |          |          |          | S-300PS   | S-300PS | S-300PS | S-300PS | S-300PS | S-300PS |           |           |           |           |           |           |  |  | Fort   | Fort   | Fort               | Fort               | Fort               | Fort               |                    |                    | Rif    | Rif    | Rif   | Rif   | Rif   | Rif   |  |  |  |  |  |  |  |  |  |  |  |  |  |  |  |  |  |  |  |  |  |  |  |  |  |  |  |  |  |  |  |  |  |  |
| S-300V1  | S-300V1  | S-300V1  | S-300V1  | S-300V1    | S-300V1    |            |            | S-300V2    | S-300V2    | S-300V2  | S-300V2  | S-300V2  | S-300V2  |         |         | S-300PT      | S-300PT    | S-300PT    | S-300PT    | S-300PT    | S-300PT    |                 |        |          |          |          |          |          |          | S-300PS   | S-300PS | S-300PS | S-300PS | S-300PS | S-300PS |           |           |           |           |           |           |  |  | Fort   | Fort   | Fort               | Fort               | Fort               | Fort               |                    |                    | Rif    | Rif    | Rif   | Rif   | Rif   | Rif   |  |  |  |  |  |  |  |  |  |  |  |  |  |  |  |  |  |  |  |  |  |  |  |  |  |  |  |  |  |  |  |  |  |  |
|          |          |          |          |            |            |            |            |            |            |          |          |          |          |         |         |              |            |            |            |            |            |                 |        |          |          |          |          |          |          |           |         |         |         |         |         |           |           |           |           |           |           |  |  |        |        |                    |                    |                    |                    |                    |                    |        |        |       |       |       |       |  |  |  |  |  |  |  |  |  |  |  |  |  |  |  |  |  |  |  |  |  |  |  |  |  |  |  |  |  |  |  |  |  |  |
|          |          |          |          |            |            |            |            |            |            |          |          |          |          |         |         |              |            |            |            |            |            |                 |        |          |          |          |          |          |          |           |         |         |         |         |         |           |           |           |           |           |           |  |  |        |        |                    |                    |                    |                    |                    |                    |        |        |       |       |       |       |  |  |  |  |  |  |  |  |  |  |  |  |  |  |  |  |  |  |  |  |  |  |  |  |  |  |  |  |  |  |  |  |  |  |
|          |          |          |          | S-300VM    | S-300VM    | S-300VM    | S-300VM    | S-300VM    | S-300VM    |          |          |          |          |         |         | S-300PT-1    | S-300PT-1  | S-300PT-1  | S-300PT-1  | S-300PT-1  | S-300PT-1  |                 |        | S-300PM  | S-300PM  | S-300PM  | S-300PM  | S-300PM  | S-300PM  |           |         |         |         |         |         | S-300PMU  | S-300PMU  | S-300PMU  | S-300PMU  | S-300PMU  | S-300PMU  |  |  | Fort-M | Fort-M | Fort-M             | Fort-M             | Fort-M             | Fort-M             |                    |                    | Rif-M  | Rif-M  | Rif-M | Rif-M | Rif-M | Rif-M |  |  |  |  |  |  |  |  |  |  |  |  |  |  |  |  |  |  |  |  |  |  |  |  |  |  |  |  |  |  |  |  |  |  |
|          |          |          |          |            | S-300VM    | S-300VM    | S-300VM    | S-300VM    | S-300VM    |          |          |          |          |         |         | S-300PT-1    | S-300PT-1  | S-300PT-1  | S-300PT-1  | S-300PT-1  | S-300PT-1  |                 |        | S-300PM  | S-300PM  | S-300PM  | S-300PM  | S-300PM  | S-300PM  |           |         |         |         |         |         | S-300PMU  | S-300PMU  | S-300PMU  | S-300PMU  | S-300PMU  | S-300PMU  |  |  | Fort-M | Fort-M | Fort-M             | Fort-M             | Fort-M             | Fort-M             |                    |                    | Rif-M  | Rif-M  | Rif-M | Rif-M | Rif-M | Rif-M |  |  |  |  |  |  |  |  |  |  |  |  |  |  |  |  |  |  |  |  |  |  |  |  |  |  |  |  |  |  |  |  |  |  |
|          |          |          |          |            |            |            |            |            |            |          |          |          |          |         |         |              |            |            |            |            |            |                 |        |          |          |          |          |          |          | Favorit-S |         |         |         |         |         |           |           |           |           |           |           |  |  |        |        |                    |                    |                    |                    |                    |                    |        |        |       |       |       |       |  |  |  |  |  |  |  |  |  |  |  |  |  |  |  |  |  |  |  |  |  |  |  |  |  |  |  |  |  |  |  |  |  |  |
|          |          |          |          |            |            |            |            |            |            |          |          |          |          |         |         |              |            |            |            |            |            |                 |        |          |          |          |          |          |          |           |         |         |         |         |         |           |           |           |           |           |           |  |  |        |        |                    |                    |                    |                    |                    |                    |        |        |       |       |       |       |  |  |  |  |  |  |  |  |  |  |  |  |  |  |  |  |  |  |  |  |  |  |  |  |  |  |  |  |  |  |  |  |  |  |
| S-300VM1 | S-300VM1 | S-300VM1 | S-300VM1 | S-300VM1   | S-300VM1   |            |            | S-300VM2   | S-300VM2   | S-300VM2 | S-300VM2 | S-300VM2 | S-300VM2 |         |         | S-300PT-1A   | S-300PT-1A | S-300PT-1A | S-300PT-1A | S-300PT-1A | S-300PT-1A |                 |        | S-300PM1 | S-300PM1 | S-300PM1 | S-300PM1 | S-300PM1 | S-300PM1 |           |         |         |         |         |         | S-300PMU1 | S-300PMU1 | S-300PMU1 | S-300PMU1 | S-300PMU1 | S-300PMU1 |  |  |        |        |                    |                    |                    |                    |                    |                    |        |        |       |       |       |       |  |  |  |  |  |  |  |  |  |  |  |  |  |  |  |  |  |  |  |  |  |  |  |  |  |  |  |  |  |  |  |  |  |  |
| S-300VM1 | S-300VM1 | S-300VM1 | S-300VM1 | S-300VM1   | S-300VM1   |            |            | S-300VM2   | S-300VM2   | S-300VM2 | S-300VM2 | S-300VM2 | S-300VM2 |         |         | S-300PT-1A   | S-300PT-1A | S-300PT-1A | S-300PT-1A | S-300PT-1A | S-300PT-1A |                 |        | S-300PM1 | S-300PM1 | S-300PM1 | S-300PM1 | S-300PM1 | S-300PM1 |           |         |         |         |         |         | S-300PMU1 | S-300PMU1 | S-300PMU1 | S-300PMU1 | S-300PMU1 | S-300PMU1 |  |  |        |        |                    |                    |                    |                    |                    |                    |        |        |       |       |       |       |  |  |  |  |  |  |  |  |  |  |  |  |  |  |  |  |  |  |  |  |  |  |  |  |  |  |  |  |  |  |  |  |  |  |
|          |          |          |          |            |            |            |            |            |            |          |          |          |          |         |         |              |            |            |            |            |            |                 |        |          |          |          |          |          |          |           |         |         |         |         |         |           |           |           |           |           |           |  |  |        |        |                    |                    |                    |                    |                    |                    |        |        |       |       |       |       |  |  |  |  |  |  |  |  |  |  |  |  |  |  |  |  |  |  |  |  |  |  |  |  |  |  |  |  |  |  |  |  |  |  |
|          |          |          |          |            |            |            |            |            |            |          |          |          |          |         |         | S-350 Vityaz |            |            |            |            |            |                 |        |          |          |          |          |          |          |           |         |         |         |         |         |           |           |           |           |           |           |  |  |        |        |                    |                    |                    |                    |                    |                    |        |        |       |       |       |       |  |  |  |  |  |  |  |  |  |  |  |  |  |  |  |  |  |  |  |  |  |  |  |  |  |  |  |  |  |  |  |  |  |  |
|          |          |          |          |            |            |            |            |            |            |          |          |          |          |         |         |              |            |            |            |            |            |                 |        |          |          |          |          |          |          |           |         |         |         |         |         |           |           |           |           |           |           |  |  |        |        |                    |                    |                    |                    |                    |                    |        |        |       |       |       |       |  |  |  |  |  |  |  |  |  |  |  |  |  |  |  |  |  |  |  |  |  |  |  |  |  |  |  |  |  |  |  |  |  |  |
|          |          |          |          | Antey 2500 | Antey 2500 | Antey 2500 | Antey 2500 | Antey 2500 | Antey 2500 |          |          |          |          |         |         |              |            |            |            |            |            |                 |        | S-300PM2 | S-300PM2 | S-300PM2 | S-300PM2 | S-300PM2 | S-300PM2 |           |         |         |         |         |         | S-300PMU2 | S-300PMU2 | S-300PMU2 | S-300PMU2 | S-300PMU2 | S-300PMU2 |  |  |        |        | Version Domestique | Version Domestique | Version Domestique | Version Domestique | Version Domestique | Version Domestique |        |        |       |       |       |       |  |  |  |  |  |  |  |  |  |  |  |  |  |  |  |  |  |  |  |  |  |  |  |  |  |  |  |  |  |  |  |  |  |  |
|          |          |          |          | Antey 2500 | Antey 2500 | Antey 2500 | Antey 2500 | Antey 2500 | Antey 2500 |          |          |          |          |         |         |              |            |            |            |            |            |                 |        | S-300PM2 | S-300PM2 | S-300PM2 | S-300PM2 | S-300PM2 | S-300PM2 |           |         |         |         |         |         | S-300PMU2 | S-300PMU2 | S-300PMU2 | S-300PMU2 | S-300PMU2 | S-300PMU2 |  |  |        |        | Version Domestique | Version Domestique | Version Domestique | Version Domestique | Version Domestique | Version Domestique |        |        |       |       |       |       |  |  |  |  |  |  |  |  |  |  |  |  |  |  |  |  |  |  |  |  |  |  |  |  |  |  |  |  |  |  |  |  |  |  |
|          |          |          |          |            |            |            |            |            |            |          |          | S-300V4  | S-300V4  | S-300V4 | S-300V4 | S-300V4      | S-300V4    |            |            |            |            |                 |        |          |          |          |          |          |          | Favorit   | Favorit | Favorit | Favorit | Favorit | Favorit |           |           |           |           |           |           |  |  |        |        | Version Export     | Version Export     | Version Export     | Version Export     | Version Export     | Version Export     |        |        |       |       |       |       |  |  |  |  |  |  |  |  |  |  |  |  |  |  |  |  |  |  |  |  |  |  |  |  |  |  |  |  |  |  |  |  |  |  |
|          |          |          |          | S-300VMD   | S-300VMD   | S-300VMD   | S-300VMD   | S-300VMD   | S-300VMD   |          |          | S-300V4  | S-300V4  | S-300V4 | S-300V4 | S-300V4      | S-300V4    |            |            |            |            |                 |        |          |          |          |          | S400     | S400     | S400      | S400    | S400    | S400    | Favorit | Favorit |           |           |           |           |           |           |  |  |        |        | Version Export     | Version Export     | Version Export     | Version Export     | Version Export     | Version Export     |        |        |       |       |       |       |  |  |  |  |  |  |  |  |  |  |  |  |  |  |  |  |  |  |  |  |  |  |  |  |  |  |  |  |  |  |  |  |  |  |

### S-300P

#### Version terrestre S-300P (SA-10)
Le S-300PT (traduit du russe С-300П, nom OTAN SA-10A Grumble) est la version originale du système S-300 qui est devenue opérationnelle en 1978. En 1987, plus de 80 systèmes étaient actifs, principalement dans la région de Moscou. Le suffixe P signifie PVO-Strany (système de défense aérienne du pays). Une unité S-300PT se compose d'un radar de surveillance 36D6 [uk] (nom OTAN "TIN SHIELD"), d'un système de contrôle de tir 30N6 (FLAP LID) et de lanceurs 5P85-1. Le véhicule 5P85-1 est un camion semi-remorque. Habituellement, un radar de détection à basse altitude 76N6 (CLAM SHELL) fait également partie de l'unité. Le S-300PT comprenait l'utilisation d'un radar passif à balayage électronique et avait la capacité d'engager plusieurs cibles sur un seul système de contrôle de tir. Étant donné que le système d'origine était semi-mobile, il fallait plus d'une heure pour le mettre en place pour le tir et le système de lancement vertical du missile pouvait brûler le TEL.
Le système TVM (Track-via-missile) avait des problèmes pour suivre les cibles en dessous de 500 m. Pour améliorer le suivi des cibles à basse altitude, un système de guidage-commande a été ajouté pour guider le missile pendant la première partie du vol. Cela a permis de fixer l'altitude minimale d'engagement à 25 m. Les améliorations apportées au S-300P ont abouti à plusieurs sous-versions pour les marchés nationaux et d'exportation. Le S-300PT-1 (SA-10B) et le S-300PT-1A (SA-10C) sont des mises à niveau incrémentielles du système S-300PT d'origine utilisant un nouveau missile 5V55KD et la méthode de lancement à froid employée par la suite. Le temps de préparation a été réduit à 30 minutes et les optimisations de trajectoire ont permis au 5V55KD d'atteindre une autonomie de 75 km.

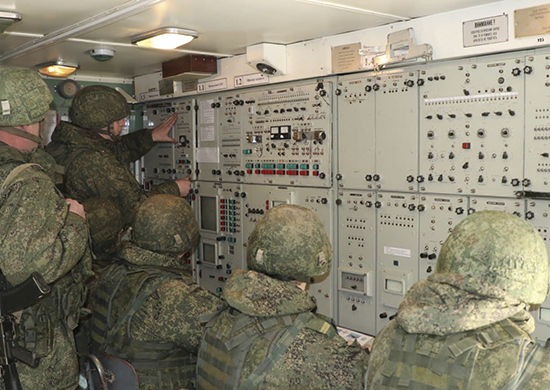
Soldats russes opérant un système S-300.

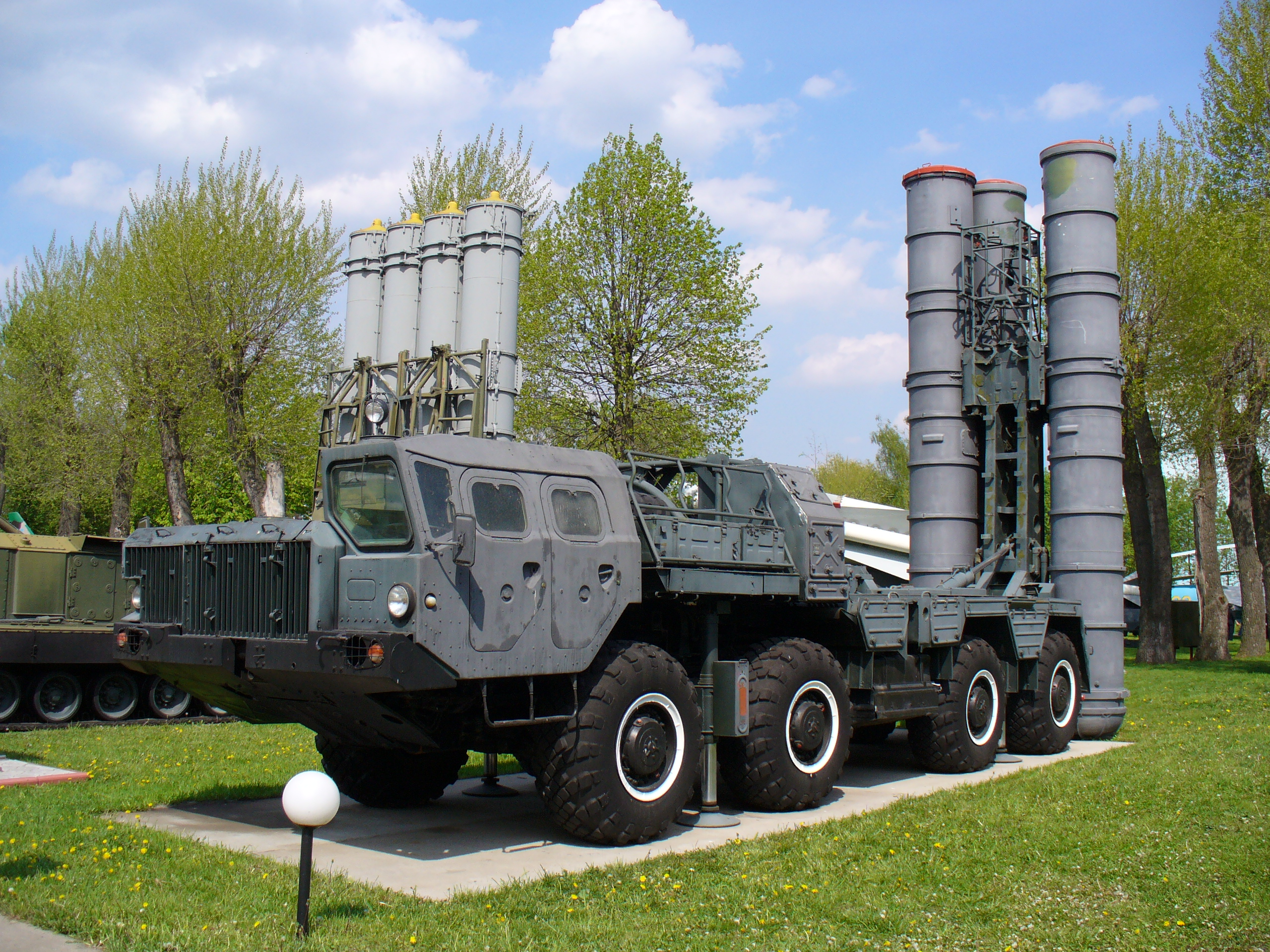
Lanceur du S-300PS.

Le S-300PS/S-300PM (russe С-300ПC/С-300ПМ, nom de rapport OTAN SA-10D/E Grumble) a été introduit en 1985 et est la seule version supposée avoir été équipée d'une ogive nucléaire. Ce modèle a vu l'introduction du radar TEL moderne et mobile et des véhicules de poste de commandement qui étaient tous basés sur le camion MAZ-7910 8 × 8. Ce modèle utilise également les nouveaux missiles 5V55R qui augmentaient la portée d'engagement maximale à 90 km et introduit un mode de guidage radar semi-actif terminal (SARH). Le radar de surveillance de ces systèmes a été désigné 30N6. Cette version a également introduit la distinction entre les TEL automoteurs et ceux remorqués. Le TEL remorqué est désigné 5P85T. Les TEL mobiles sont les 5P85S et 5P85D. Le 5P85D était un TEL dit « esclave », contrôlé par un TEL « maître » 5P85S. Le TEL « maître » est identifiable grâce au grand coffre à matériel derrière la cabine ; dans le TEL « esclave », cette zone n'est pas fermée et est utilisée pour le stockage des câbles ou de la roue de secours.
La modernisation suivante, appelée S-300PMU (russe : С-300ПМУ, désignation ONTAN : SA-10F Grumble) a été introduite en 1992 pour le marché d'exportation et comprenait le missile 5V55U amélioré. Celui-ci utilisait toujours la méthode de guidage terminal SARH intermédiaire et une ogive plus petite du 5V55R, mais une enveloppe d'engagement augmentée, pour lui donner à peu près les mêmes capacités de portée et d'altitude que le nouveau missile 48N6 (portée maximale de 250 km). Les radars ont également été améliorés, le radar de surveillance du S-300PMU étant désigné 64N6 (BIG BIRD) et le radar d'éclairage et de guidage étant désigné 30N6-1 dans l'index GRAU.
La production totale des systèmes S-300P était de 3 000 lanceurs et 28 000 missiles jusqu'en 1997.

#### S-300PMU-1/2 (SA-20A/B)

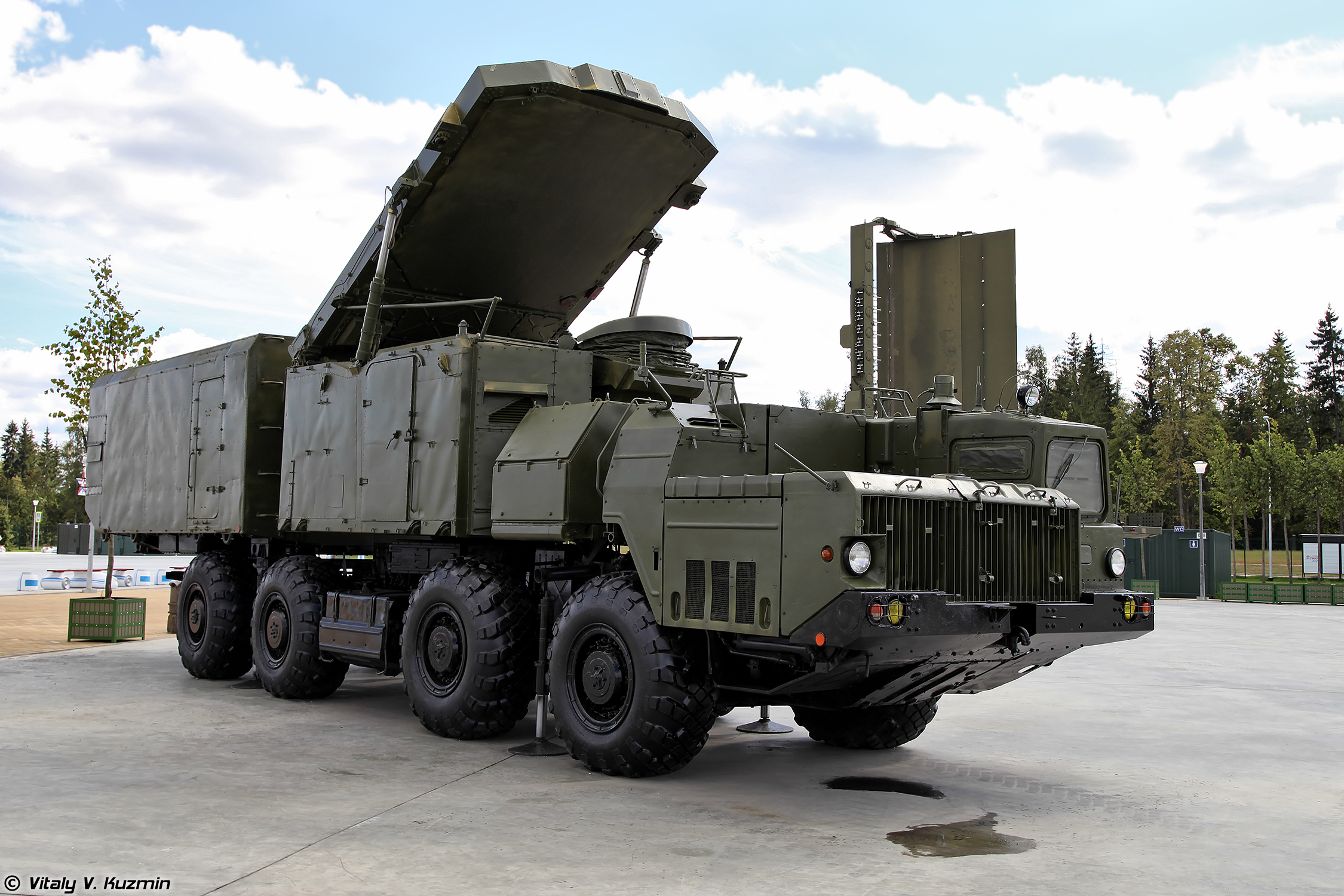
Radar pour le système S-300PM2.

Le S-300PMU-1 (russe : С-300ПМУ-1, désignation US SA-20A, nom de rapport OTAN : SA-20 Gargoyle) a également été introduit en 1993 avec les nouveaux et plus gros missiles 48N6 pour la première fois dans un système terrestre. Tirés du même système, ils ont introduit les mêmes améliorations de performances par rapport à la version S300PM, y compris une augmentation de la vitesse, de la portée, du guidage TVM et de la capacité ABM. L'ogive est légèrement plus petite que la version navale à 143 kg. Cette version a également vu l'introduction du nouveau radar TOMB STONE 30N6E, plus performant.
Le S-300PMU-1 a été introduit en 1993 en utilisant pour la première fois différents types de missiles dans un seul système. En plus des missiles 5V55R et 48N6E, le S-300PMU-1 peut utiliser deux nouveaux missiles : les 9M96E1 et 9M96E2. Les deux sont nettement plus petits que les missiles précédents à 330 et 420 kg respectivement, et portent une ogive plus petite de 24 kg. Le 9M96E1 a une plage d'engagement de 1 à 40 km et le 9M96E2 de 1 à 120 km. Ils sont toujours portés 4 par TEL[C'est-à-dire ?]. Plutôt que de s'appuyer uniquement sur des ailerons aérodynamiques pour manœuvrer, ils utilisent un système dynamique de gaz qui leur donne une excellente probabilité de destruction (Pk), malgré l'ogive beaucoup plus petite. Le Pk est estimé à 0,7 contre un missile balistique tactique pour l'un ou l'autre missile. Le S-300PMU-1 utilise généralement le système de commande et de contrôle 83M6E, bien qu'il soit également compatible avec les anciens systèmes de commande et de contrôle Baikal-1E et Senezh-M1E CCS. Le système 83M6E intègre le radar de veille/détection 64N6E (BIG BIRD). Le radar de conduite/illumination et guidage de tir utilisé est le 30N6E(1), éventuellement associé à un radar de détection basse altitude 76N6 et à un radar de détection toutes altitudes 96L6E. Le système de commande et de contrôle 83M6E peut contrôler jusqu'à 12 TEL, à la fois le véhicule automoteur 5P85SE et les lanceurs remorqués 5P85TE. Généralement, les véhicules de soutien sont également inclus, tels que le véhicule de remorquage 40V6M, destiné au levage du poteau d'antenne.

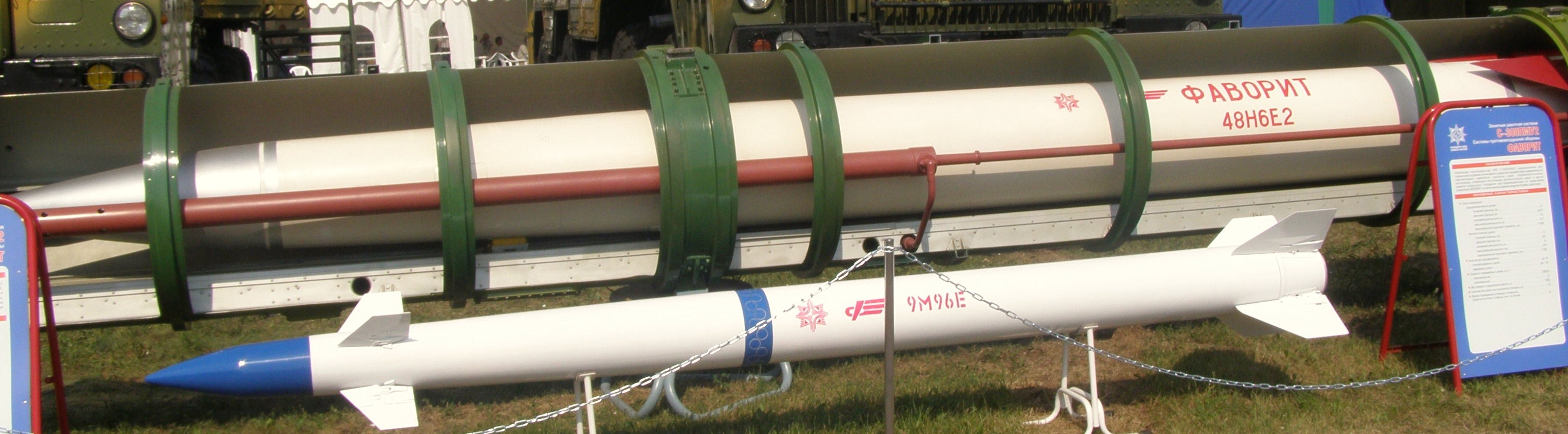
Missile de S-300.

La Chine a développé sa propre version du S-300PMU-1, appelée HQ-15.
Le S-300PMU-2 Favorite (russe : С-300ПМУ-2 Фаворит - Favorite, désignation DoD SA-20B), introduit en 1997 (présenté prêt en 1996), est une mise à niveau du S-300PMU-1 d'une portée augmentée à 195 km par l'introduction du missile 48N6E2. Ce système est apparemment capable non seulement contre les missiles balistiques à courte portée, mais aussi contre les missiles balistiques à moyenne portée. Il utilise le système de commandement et de contrôle 83M6E2, composé du véhicule de poste de commandement 54K6E2 et du radar de surveillance/détection 64N6E2. Il utilise le radar de contrôle de tir/d'éclairage et de guidage 30N6E2. Comme le S-300PMU-1, 12 TEL peuvent être contrôlés, avec n'importe quelle combinaison de lanceurs automoteurs 5P85SE2 et de remorques 5P85TE2. En option, il peut utiliser le radar de détection toutes altitudes 96L6E et le radar de détection basse altitude 76N6.

### S-300F

#### Version navale S-300F (SA-N-6)

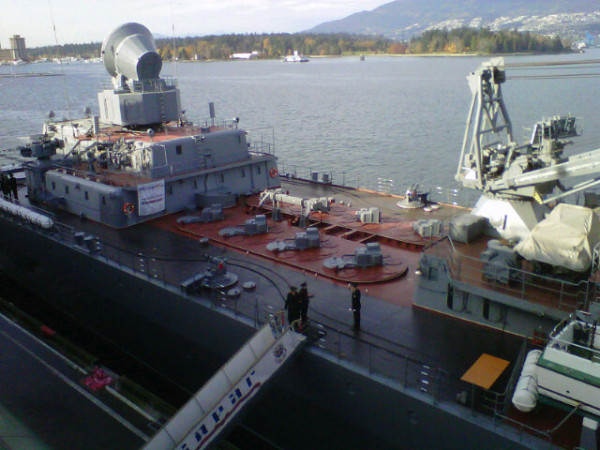
S-300F (version navale).

Le S-300F Fort (russe С-300Ф Форт, désignation DoD SA-N-6, suffixe F pour Flot, russe pour flotte) a été introduit en 1984 en tant que version navale embarquée du système S-300P développé par Altair (ancien NPO Almaz) avec le nouveau missile 5V55RM avec une portée étendue à 7-90 km et une vitesse maximale jusqu'à Mach 4 tandis que l'altitude d'engagement a été réduite à 25-25 000 m. La version navale utilise le radar "TOP SAIL" ou "TOP STEER", "TOP PAIR" et "3R41 Volna (TOP DOME)" et utilise le guidage de commande avec un mode de radar semi-actif. Sa première installation et ses premiers essais en mer ont eu lieu sur un croiseur de classe Kara et il est également installé sur des croiseurs de classe Slava et des croiseurs de bataille de classe Kirov. Il est stocké dans huit (Slava) ou douze (Kirov) lanceurs rotatifs sous les ponts. La version d'exportation de ce système est connue sous le nom de Rif (russe Риф - récif). Le nom de l'OTAN, que l'on trouve également dans l'usage familier, est "Grumble".

#### Version navale S-300FM (SA-N-20)
Le S-300FM Fort-M (russe С-300ФМ, désignation DoD SA-N-20) est une autre version navale du système, installé uniquement sur le croiseur de classe Kirov Pyotr Velikiy, et a introduit le nouveau missile 48N6. Il a été introduit en 1990 et a une vitesse de missile d'environ Mach 6 pour une vitesse d'engagement maximale de la cible jusqu'à Mach 8,5, une taille d'ogive de 150 kg, une plage d'engagement de 5-150 km et un domaine de vol de 10-27 km. Les nouveaux missiles ont également introduit une méthode de guidage de taque via un missile et ont apporté la capacité d'intercepter des missiles balistiques à courte portée. Ce système utilise le "TOMB STONE MOD" plutôt que le radar "TOP DOME". La version d'exportation s'appelle le Rif-M. Deux systèmes Rif-M ont été achetés par la Chine en 2002 et installés sur les destroyers de missiles guidés de défense aérienne de type 051C.

### S-300V (SA-12)

#### S-300V (SA-12)

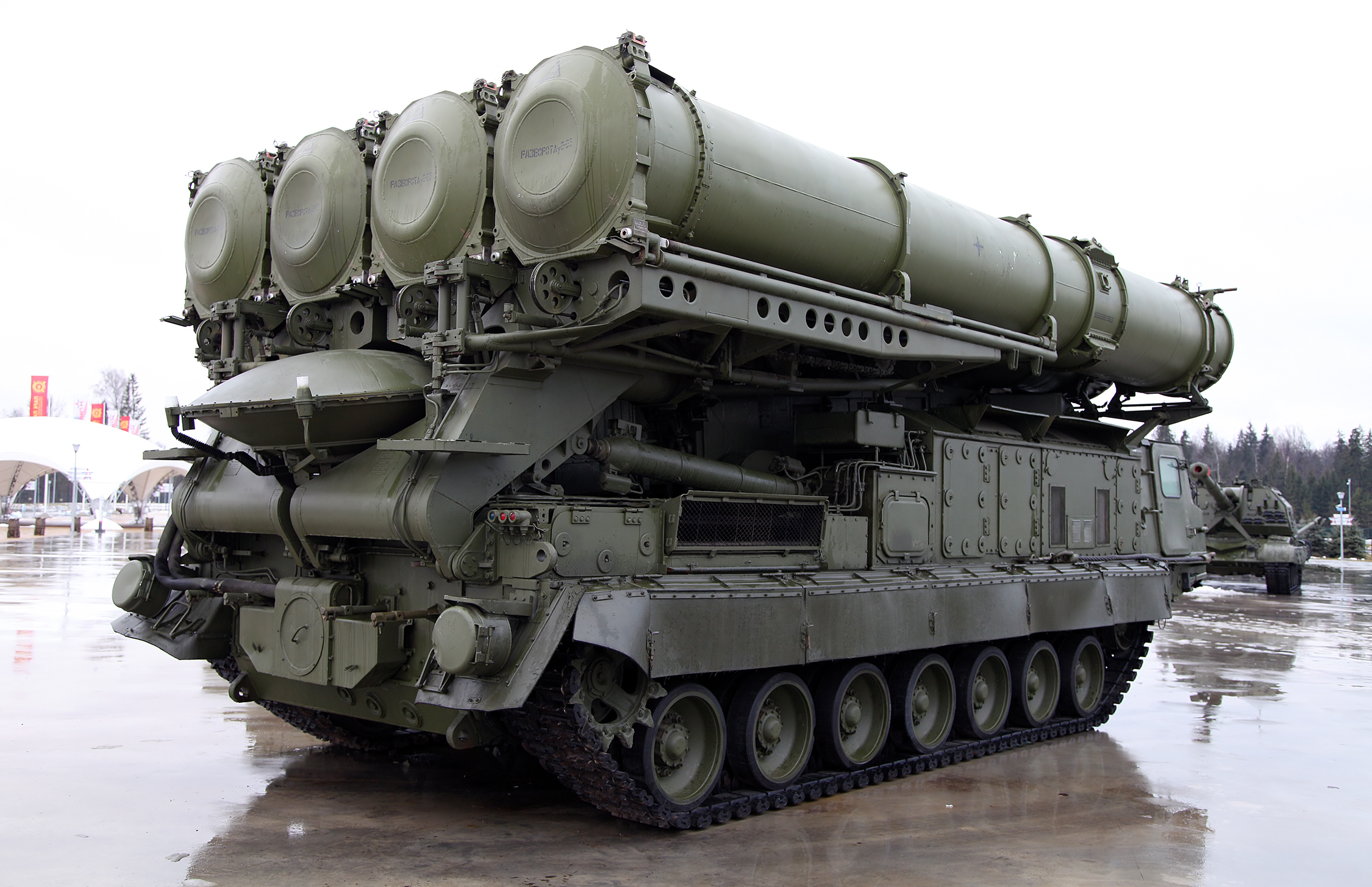
S-300V.

Le S-300V, à commencer par le missile 9M83, il est entré en service en 1983 et il a été entièrement intégré en 1988,.
Le 9K81 S-300V, Antey-300 (russe 9К81 С-300В Антей-300 - nommé d'après Antée, nom de rapport OTAN SA-12 Gladiator / Giant) diffère des autres modèles de la série. Il a été construit par l'entreprise Antey plutôt qu'Almaz, et ses missiles 9M82 et 9M83 ont été conçus par NPO Novator. Le suffixe V signifie Voyska (forces terrestres). Il a été conçu pour former le système de défense aérienne des unités en 1re ligne, offrant une défense contre les missiles balistiques, les missiles de croisière et les avions, remplaçant le 2K11 Kroug. Les missiles 9M83 (SA-12A Gladiator) ont une portée d'engagement maximale d'environ 75 km, tandis que les missiles 9M82 (SA-12B Giant) peuvent engager des cibles jusqu'à 100 km et jusqu'à des altitudes d'environ 32 km. Dans les deux cas, l'ogive pèse environ 150 kg.

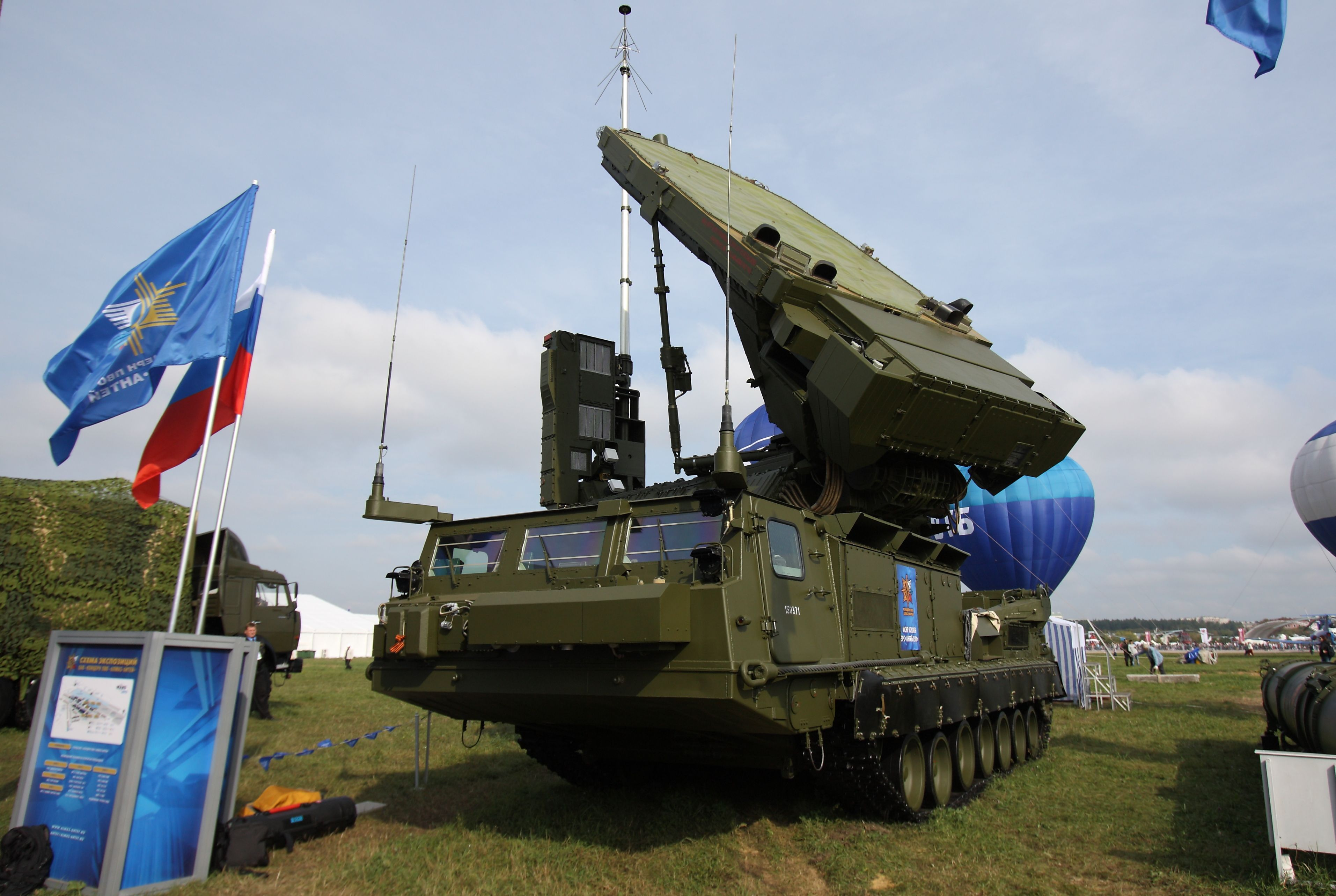
Radar de veille et d'acquisition mobile pour les S-300V.

Bien qu'il ait été créé à partir du même projet, partageant ainsi la désignation S-300 commune avec la famille de défense aérienne S-300P, le S-300V s'est concentré sur différentes priorités, ce qui a abouti à une conception différente. Le système S-300V est transporté sur des transporteurs MT-T à chenilles, ce qui lui confère une meilleure mobilité tout-terrain que les S-300P se déplaçant sur des transporteurs à roues 8 × 8. Ses systèmes de recherche, de suivi et de commande sont plus distribués que ceux du S-300P. Par exemple, alors que les deux ont un radar à balayage mécanique pour l'acquisition de cible (9S15 BILL BOARD A), le niveau de batterie 9S32 GRILL PAN a une capacité de recherche autonome et de radar semi actif délégué au radar d'illumination (aide au radar semi actif) sur les TEL. Le premier FLAP LID 30N6 du S-300P gère le suivi et l'éclairage, mais n'est pas équipé d'une capacité de recherche autonome (mise à niveau ultérieure). Le 9S15 peut effectuer simultanément une recherche active (3 coordonnées) et passive (2 positions) de cibles.
Le S-300V met davantage l'accent sur la mission de missile anti-balistique, avec un missile anti-balistique dédié 9M82 (SA-12B Giant). Ce missile est plus gros et seuls deux peuvent être installés sur chaque TEL. Il dispose également d'un radar ABM dédié : le radar à éléments multiples 9S19 HIGH SCREEN au niveau bataillon. Un bataillon S-300V typique est composé d'une unité de détection et de désignation de cibles, d'un radar de guidage et jusqu'à 6 TEL. L'unité de détection et de désignation se compose du poste de commandement 9S457-1, d'un radar de veille polyvalent 9S15MV ou 9S15MT BILL BOARD et d'un radar de surveillance de secteur HIGH SCREEN 9S19M2. Le S-300V utilise le radar de guidage multicanal 9S32-1 GRILL PAN. Deux types de véhicules lance-missiles peuvent être utilisés avec le système :
- le tracteur-érecteur-lanceur radar (TELAR), qui non seulement transporte les missiles, mais aussi les tire et les guide (comprend également l'éclairage et le ciblage radar)[18]. Il existe deux modèles : le 9A83-1 TELAR contenant quatre missiles 9M83 Gladiator et le 9A82 TELAR contenant deux missiles 9M82 Giant ;
- le véhicule lanceur/chargeur (LLV), qui transporte les missiles et peut recharger les TELAR. Il tire également des missiles sous le contrôle d'un TELAR. Il existe deux modèles : le 9A84 LLV contenant deux missiles 9M83 Gladiator et le 9A85 LLV contenant deux missiles 9M82 Giant.

Les portées de détection de cible pour chaque radar varient en fonction de la surface équivalence radar de la cible :
- 9S15M – 330 km pour 10 m2 et 240 km pour 3 m2 ;
- 9S19M2 - 175 km (RCS inconnue) ; il contient deux radars passifs à balayage électronique à très haute résistance aux interférences ;
- 9S32M (TELAR 9A82 / 9A83) - la portée est limitée à 200 km, peut fonctionner indépendamment, ou à  la désignation de cibles à partir du S-300V, ou une variété d'autres systèmes de données de désignation de cibles (AWACS et divers radars au sol). Les cibles avec une section radar de 0,1 m2 sont détectées à des distances allant jusqu'à 140 km et verrouillées à 120 km[19],[20].

Le système S-300V peut être contrôlé par un système de poste de commandement global 9S52 Poliana-D4 ce qui permet de le coupler au système de missiles Buk au niveau brigade.
La Chine a créé sa propre version du S-300V appelée HQ-18.

#### S-300VM (SA-23)
Le système est proposé à l'export à partir de 1996.

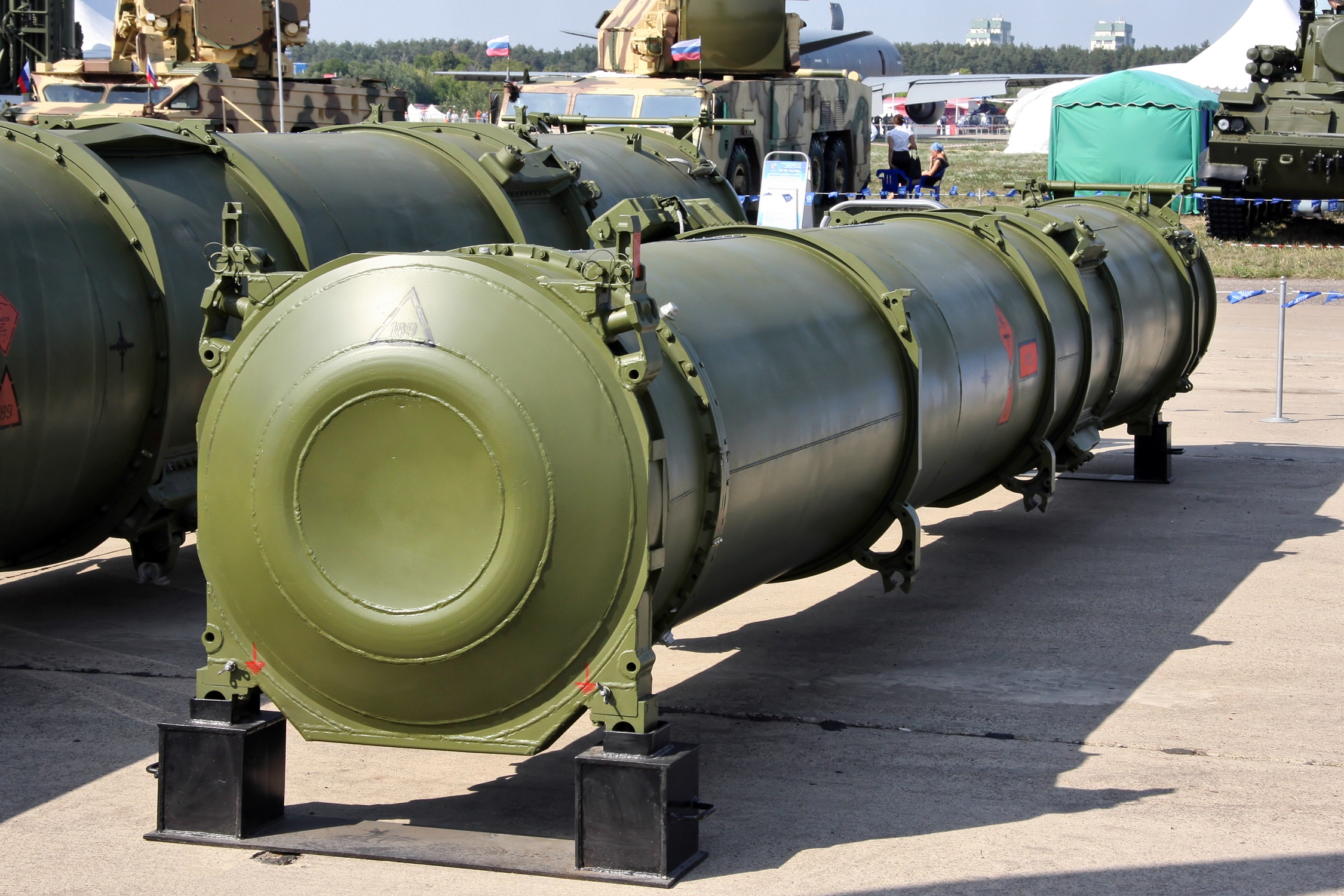
Conteneur à missile Antey-2500.

Le S-300VM (Antey 2500) est une mise à niveau du S-300V. Il se compose d'un nouveau véhicule de poste de commandement, le 9S457ME et d'une sélection de nouveaux radars. Il s'agit des radars de surveillance polyvalents 9S15M2, 9S15MT2E et 9S15MV2E et du radar de surveillance de secteur 9S19ME. Le système peut toujours employer jusqu'à six TEL, les lanceurs 9A84ME (jusqu'à 4 × missile 9M83ME) et jusqu'à 6 véhicules lanceurs / chargeurs affectés à chaque lanceur (2 × missile 9M83ME chacun). Une version améliorée, baptisée S-300V4, sera livrée à l'armée russe en 2011. Sur cette version les TEL sont chenillés ce qui leur donne une plus grande mobilité en terrain accidenté.
Le complexe Antey-2500 est la version d'exportation développée séparément de la famille S-300 et a été exportée au Venezuela pour un prix d'exportation estimé à 1 milliard de dollars américains. Le système comporte un type de missile en deux versions, de base et modifiée avec un étage de maintien qui double la portée (jusqu'à 200 km, selon d'autres données jusqu'à 250 km) et peut engager simultanément jusqu'à 24 aéronefs ou 16 cibles balistiques.
Il est devenu le premier système au monde capable d'engager simultanément des missiles de croisière, des avions et des cibles balistiques.

#### S-300VMD (SA-23B)
Le S-300VMD ou S-300V4 a été introduit dans l'armée russe à partir de 2014, c'est une version amélioré du S-300VM, il a reçu plusieurs améliorations au niveau de son radar, ses équipements embarqués et une numérisation plus importante du système. Initialement il utilisait les missiles 9M82M d'une portée de 200 km, à partir de 2018 il utilise les missiles 9M82MD qui ont une portée de 400 km. Sa version d'export et surnommé le Antei 4000, il dispose de deux missiles le 9M83ME avec une portée de 130 km et le 9M82MDE  avec une portée de 350 km,. Ce système obtiendra en octobre 2022 le record mondial d'interception d'une cible aérienne à longue distance par un système antiaérien. Le système de lancement de missiles S-300V4 est monté sur un véhicule blindé à chenilles pour augmenter la mobilité dans des conditions tout-terrain. Il est capable d'engager jusqu'à 24 cibles aériennes simultanément ou 16 cibles balistiques dans diverses combinaisons.

### S-350 Vityaz

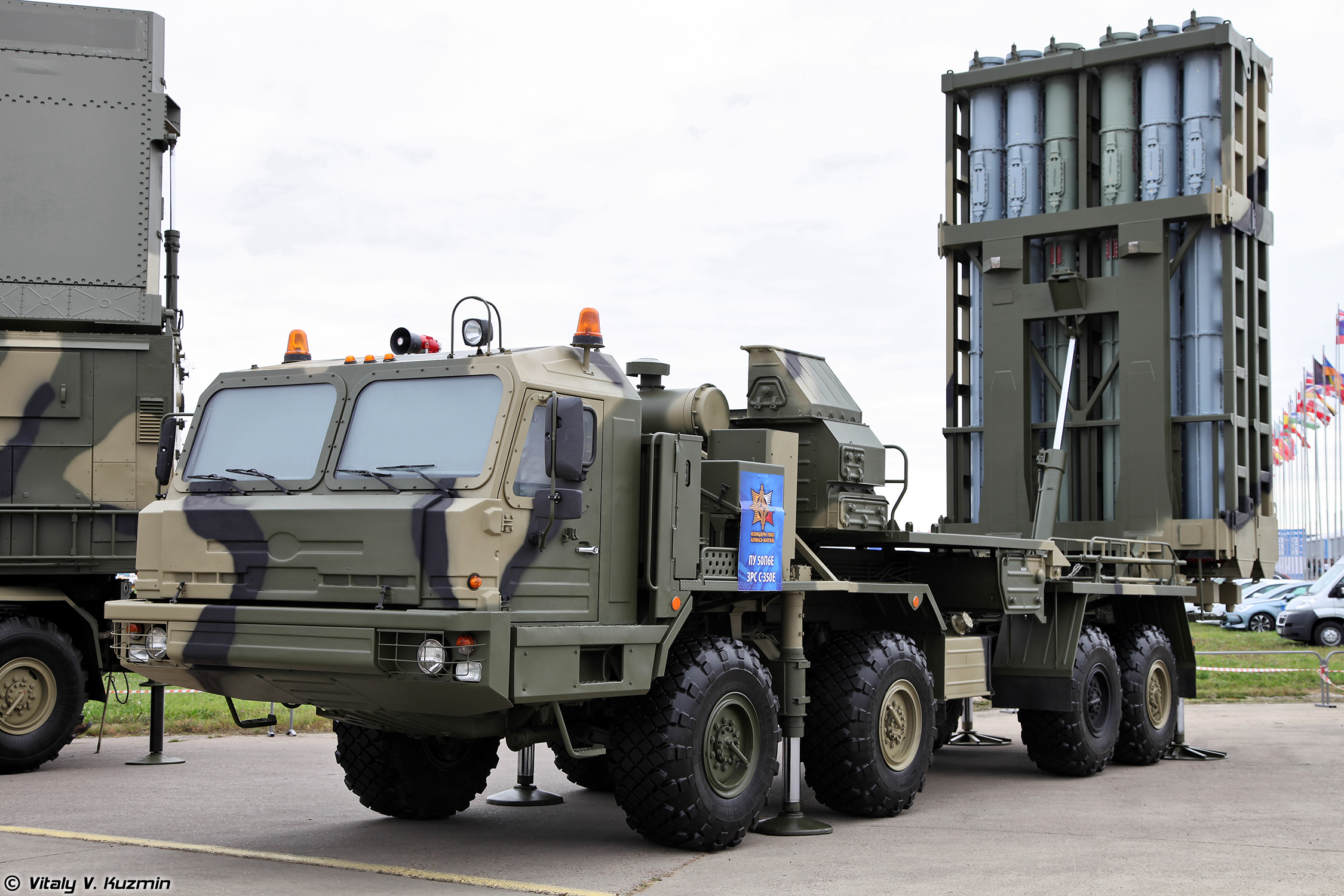
S-350 Vityaz.

La société Almaz-Antey a commencé le développement du S-350 au début des années 1990 dont la conception a commencé grâce à un partenariat avec la Corée du Sud.
Le nouveau système a un radar plus avancé et un lanceur 50P6 avec 16 missiles contre seulement quatre sur les S-300. En février 2013, le ministère russe de la Défense et Almaz-Antey ont annoncé le premier essai en vol du Vityaz 50R6 pour l'automne 2013. Le système a été dévoilé pour la première fois au public lors du MAKS AirShow à Moscou, en août 2013. Selon des informations publiées en 2003, le système peut être livré en deux configurations : une version optimisée pour la protection contre les armes de haute précision (missiles de croisière, ARM, bombes intelligentes et drones tactiques) capables d'engager simultanément jusqu'à huit cibles, et une version multi-rôle, dans la première configuration la batterie se compose d'un radar et jusqu'à quatre lanceurs de 32 "petits" missiles chacun, tandis que dans la seconde le cœur de la batterie est un poste de commandement mobile relié à deux radars et jusqu'à huit lanceurs. Le 23 décembre 2019, Almaz-Antey a annoncé que les troupes russes avaient reçu le premier ensemble du système de missile sol-air avancé S-350 « Vityaz ».
Le S-350 utilise le missile 9M96 conçu pour engager un large éventail de cibles aérodynamiques et balistiques dans les environnements fortement saturé en guerre électronique. Le nouveau missile est capable d'intercepter des cibles à une vitesse maximale de Mach 15 (4 800-5 000 m/s), à une altitude maximale de 35 000 m et pouvant atteindre sa cible à une distance de 120 km. La version export le S-350E utilise un missile bien moins performant qui a une portée maximale de 40 km,.

## Opérateurs

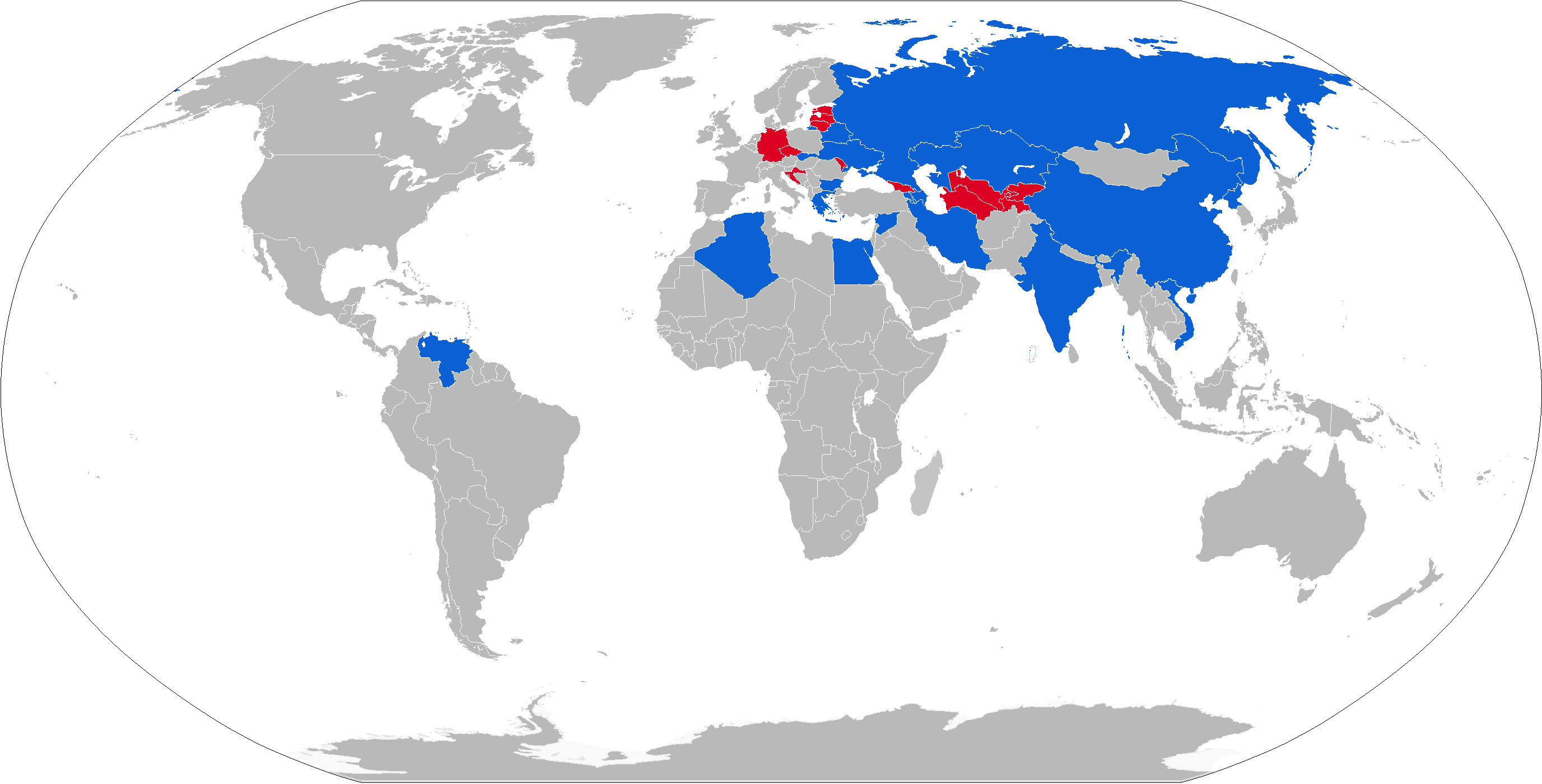
Pays utilisateurs du système S-300 en bleu et les pays anciennement utilisateurs en rouge.

Pays ayant intégré ce matériel militaire au sein de leurs armées respectives : 
- Algérie : quatorze brigades S300PMU-2 en 2020,10 brigades S-350[31]. Au minimum 32 S-300PMU-2 en 2022,et 16 brigades de S-400[32].
- Arménie : cinq bataillons de S-300P, 2 systèmes S-300PMU, et des S-300PS.
- Biélorussie : commande de 32 S-300PS en 2014.
- Bulgarie : dix lanceurs de S-300P[33]. 8 lanceurs de S-300PMU opérationnels en 2022[34].
- Chine : S-300PMU2 et S-300V. Opérationnels en 2022 :
  - Marine : 6 systèmes de 6 cellules de S-300FM Rif-M,
  - Force aérienne : 32 S-300PMU; 64 S-300PMU1; 120 S-300PMU2; 180 HQ-9; 80 HQ-9B; 100+ HQ-22[35].
- Égypte : estimation de 18 Antey 2500 en 2022[36].
- Grèce : S-300PMU1 ; un régiment de 24 lanceurs ou 32 lanceurs et plus de 175 missiles originellement commandés par Chypre. À la suite de l’opposition de la Turquie, livrés à la Grèce en 1998[37]. 12 S-300PMU1 opérationnels en 2022[38].
- Inde : nombre et modèles inconnus, développement d'un radar de veille en collaboration avec Israël et un radar de conduite de tir avec une assistance française.
- Iran : cinq bataillons de S-300PMU-2[39]. 32 lanceurs opérationnels en 2022[40].
- Kazakhstan : S-300PS, reçu gratuitement de la part de la Russie[41]. 40+ opérationnels en 2022[42].
- Russie : opérationnels en 2023 :
  - commandement de la défense aérospatiale : 90 S300PM1/PM2,
  - aéronavale : 56 S-300PM1; 40 S-300PS,
  - armée de l'air : 160 S-300PS; 150 S-300PM1/PM2; 20 S-300V; 6 S-350 Vityaz,
  - marine : 6 systèmes de 6 cellules S-300F Fort; 6 systèmes de 6 cellules S-300FM Fort-M; 8 systèmes de 8 cellules de S-300FM Fort-M,
  - armée de terre : Nombre inconnu de S-300V et S-300V4
  - réserve : Très grand nombre de véhicules en réserve, toutes versions confondues,
  - total de 542 véhicules toutes versions confondues[43].
- Serbie : S-300 acquis en 2017, via la Biélorussie[44].
- Slovaquie : une batterie S-300PMU héritée de la Tchécoslovaquie (transférée à l'Ukraine en date du 8 avril 2022)
- Syrie : la Syrie a conclu un contrat d'armement en 2010 avec la Russie portant sur 6 S-300 et 144 missiles. La Russie annonce en mai 2013 son intention de les livrer, mais le président Vladimir Poutine annonce une suspension des livraisons en septembre[45][réf. souhaitée]. 24 S-300PMU2 opérationnels en 2022[46].
- Ukraine : au moins 250 TEL de S-300PS/PT en 2022 avant le début de la guerre[47],[48].
- Venezuela : estimation de 12 S-300VM en 2022[49],[50].
- Viêt Nam : achat de deux complexes S300-PMU1 soit douze lanceurs, tout en cherchant à se procurer la version la plus récente[51]. 12 S-300PMU1 opérationnels en 2022[52].

### Total
Selon le livre The military balance 2022, on compte dans le monde en 2022 un minimum de 1 210 TEL de S-300 toutes versions confondues en service. Ce chiffre est minimisé car certains pays ne souhaitent pas dévoiler leur nombre exact de S-300 en service. De plus, cette liste ne compte pas les systèmes en réserve ainsi que toutes les copies chinoise et iranienne.

### Cas de l'Iran
L'Iran cherche depuis le début des années 2000 à se procurer ce matériel. Les négociations auraient toujours été en cours en 2009, bien que le président russe Dimitri Medvedev ait assuré avoir donné pour instruction de n'effectuer aucune livraison de S-300 à ce pays. Cependant, un contrat a été signé mais la livraison a été reportée à cause de problèmes techniques et coïncide avec la visite du premier ministre israélien Benyamin Netanyahou le 16 février 2010. Pourtant, selon les révélations du journal autrichien Salzburger Nachrichten le cargo Arctic Sea, transportait des missiles S-300 à destination de l'Iran.
Le 5 août 2010, l'Iran déclare avoir obtenu quatre de ces systèmes antiaériens auprès de pays tiers. Le 22 septembre 2010, la décision a été annoncée par les autorités russes de ne pas livrer de S-300 à l'Iran, ces armes tombant sous le coup des sanctions de l'ONU. Le 28 septembre 2010, les révélations de télégrammes de la diplomatie américaine par WikiLeaks dévoilent un document envoyé par le département d'État des États-Unis à diverses ambassades américaines (dont celles de Tel-Aviv et de Moscou) daté du 18 février 2009 dans lequel les États-Unis suspectent la Russie d'équiper l'Iran en missiles S-300. Lors des défilés de 2010, l'Iran a exhibé ses propres systèmes antimissiles de fabrication nationale et fortement similaires au S-300. L'Iran ayant par ailleurs mis en garde le gouvernement russe sur le fait qu'à défaut d'obtenir les S-300 demandés, il allait concevoir ses propres systèmes.
En décembre 2012, selon Fox News, la Syrie aurait transféré des S-300 en Iran .
Le 13 avril 2015, Vladimir Poutine autorise la fourniture de S-300 à l'Iran.
En février 2016, le ministre iranien de la Défense Hossein Dehghan, en visite en Russie, prend part à la cérémonie d'expédition de la première partie des complexes S-300 à son pays. Les missiles et leurs systèmes de détection ont été présentés le 17 avril 2016, lors de la parade militaire.

## Utilisations
Le 8 octobre 2008, la Russie signe un accord avec la Biélorussie sur le principe d'une défense antiaérienne commune, prévoyant ainsi le déploiement de S-300 russes le long de la frontière avec l'Union européenne. En 2022, des S-400 assurent cette défense.

### Syrie
En septembre 2018, une batterie de S-300SMP est déployée en Syrie. En mai 2022, elle vise sans succès des avions F-16 israéliens en mission de bombardement pour la première fois. Elle est rapatriée en Russie en août 2022[réf. non conforme].

### Arménie Azerbaïdjan
Des batteries arméniennes sont détruites durant la guerre de 2020 au Haut-Karabagh.
Au cours du conflit entre l'Azerbaïdjan et l'Arménie dans la nuit du 13 septembre 2022, des drones IAI Harop azéris détruisent le radar et le système de guerre radio-électronique d'une batterie S-300 arménienne[réf. non conforme].

### Ukraine
Le missile est employé durant l'invasion de l'Ukraine par la Russie par les deux belligérants. Au début du conflit, le S-300 constitue la première ligne de défense aérienne de l'Ukraine avec une estimation de 100 batteries opérationnelles en février 2022. Des pertes de ces systèmes sont à déplorer des deux côtés, au 1er janvier 2023 les Russes ont perdu au minimum 3 TEL de S-300. Les Ukrainiens ont quant à eux perdu au minimum 36 TEL de S-300 ainsi que 8 radars faisant partie du système. Plusieurs vidéos montrent le drone suicide Zala Lancet effectuer des frappes contre des TEL ou des radars de S-300. Certaines vidéos ont également montré des soldats russes en train de détruire des TEL en tirant dessus avec leur fusil pour faire exploser les missiles.

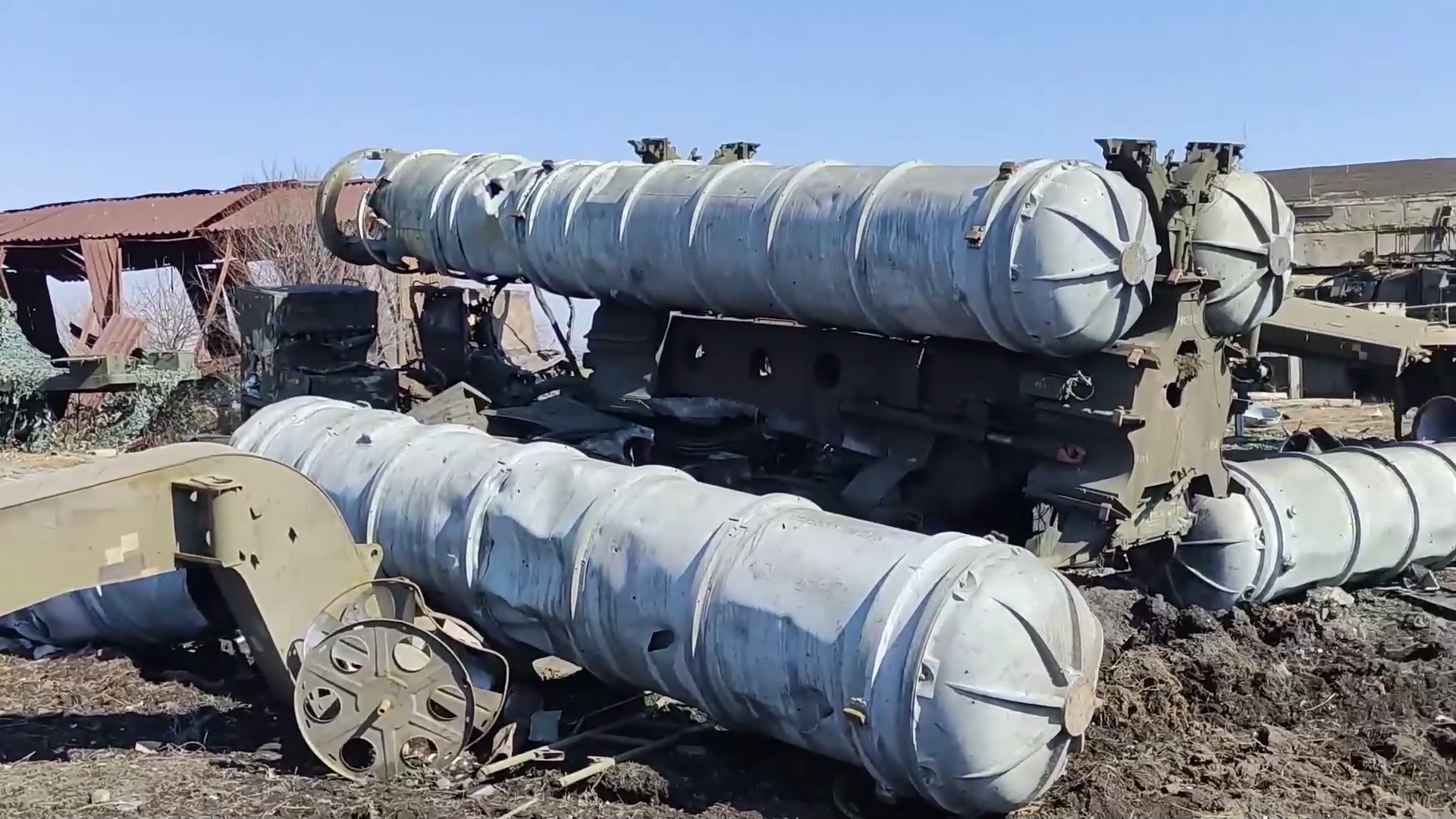
S-300 ukrainiens détruits par les forces russes.

La Russie l'emploie, outre sa fonction première, pour de l'attaque au sol. En septembre 2022, les services ukrainiens estiment qu'environ 500 missiles ont été tirés dans ce but et qu'il reste 7 000 missiles en stock en Russie. Le missile 5V55, qui a été conçu pour avoir une capacité secondaire d'attaque terrestre, est utilisé. Dans ce rôle d'attaque terrestre, il a une trajectoire balistique avec une portée maximale de 82 km. Sa vitesse supersonique élevée le rend difficile à intercepter avec les systèmes de défense aérienne ukrainiens actuels et il transporte une grosse charge explosive de 130 kg. Cependant, il s'agit d'une arme très imprécise, car elle est purement balistique et ne dispose d'aucune capacité d'autoguidage vers des cibles terrestres.
En octobre 2022 le S-300V4 établi un nouveau record mondial d'interception d'une cible aérienne à longue distance par un système antiaérien en abattant un Su-27 et un MiG-29 à une distance de 217 km.

#### Explosion en Pologne du 15 novembre 2022
Le 15 novembre 2022, un missile tombe sur un village frontalier à l'Ukraine en Pologne faisant deux morts. D'abord présenté comme un missile russe, notamment par le ministère des Affaires étrangères polonais, les Ukrainiens accusent également les Russes d'avoir délibérément attaqué le territoire polonais,.
Après une enquête, il s'est avéré que ce missile était un missile de S-300 tiré par les Ukrainiens qui aurait eu une défaillance et se serait écrasé en Pologne. L'information fut confirmée par le président américain.

## Culture populaire

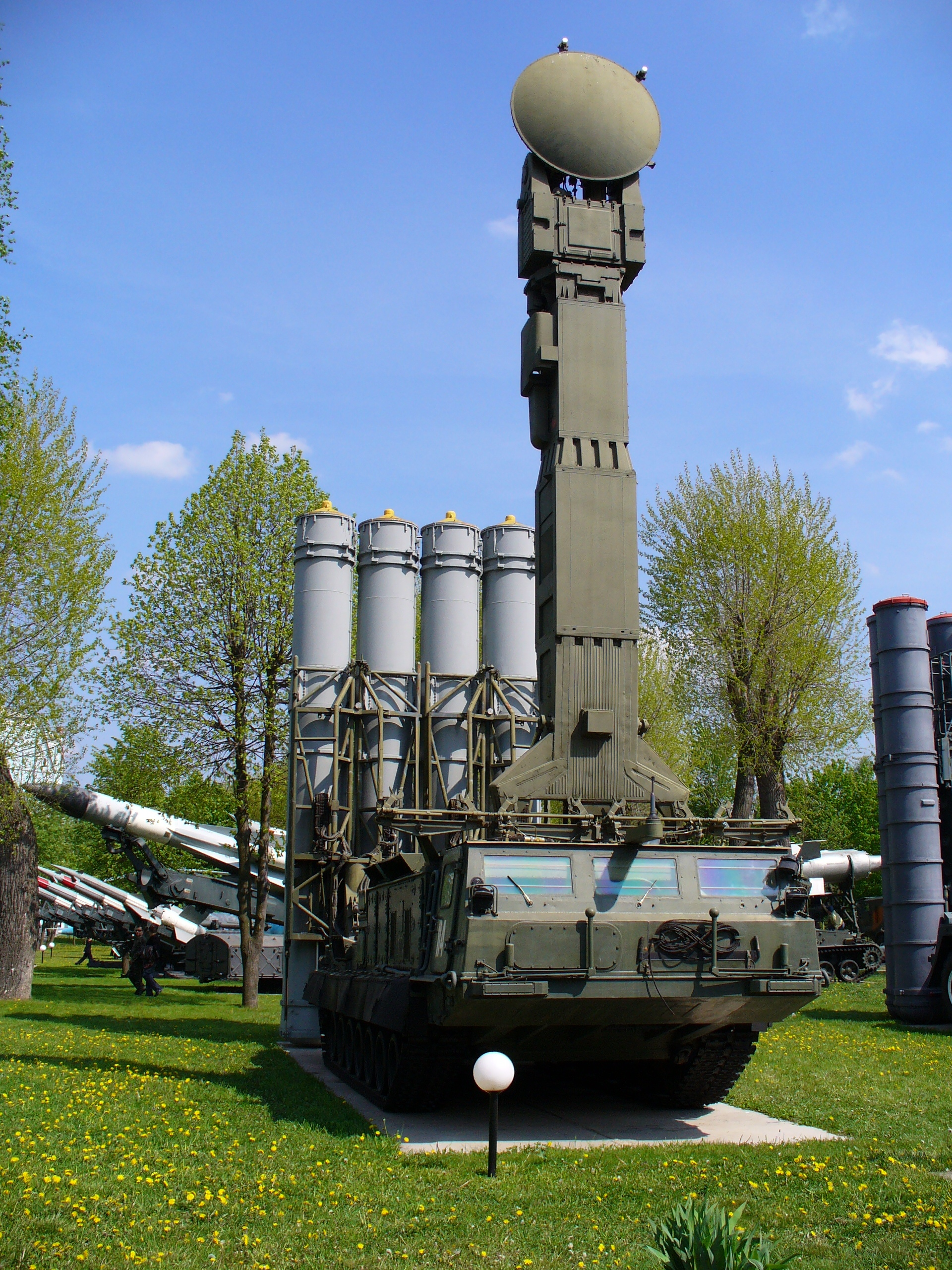
Un S-300 au musée de la Force aérienne ukrainienne à Vinnytsia.

Le S-300 apparaît dans la saison 1 d’Arrow, au cours d'un des flashbacks, où il est utilisé par un groupe de mercenaires pour tenter d'abattre un avion de ligne afin de provoquer un effondrement de l'économie chinoise. Il réapparait dans la saison 2, où Slade Wilson tente de l'utiliser pour faire sauter un cargo, avant d'en être dissuadé par Oliver Queen.